# Tina Morpurgo
Tina Morpurgo (Split, 1907. március 6. – 1944. június 1.) zsidó származású horvát festőnő.

## Élete
1907. március 6-án született Splitben tehetős zsidó család gyermekeként, amely a németországi Marburgból származott.
A középiskola után a festészetnek szentelte magát, és 1931-ben megtartotta első önálló kiállítását, amelyen több mint ötven művét mutatta be olajjal, temperával. Realisztikus stílusban festett Split környéki tájképeket és csendéleteket. 1932-ben Morpurgo egy trieszti magániskolába járt. Később azt tervezte, hogy Münchenben folytatja a tanulmányait, de a nácizmus térnyerése és a gazdasági válság miatt szülővárosában maradt, és kiábrándultan abbahagyta a festészetet.
1943-ban a szüleivel együtt a banjicai koncentrációs táborba deportálták. 1944. június 1-jén a Schutzstaffel tagjai megölték. Festményeit családja és barátai túlélő tagjai mentették meg. 
1974-ben, a Spliti Zsidó Hitközségben, a Belgrádi Zsidó Hitközségben és 1975-ben a Belgrádi Zsidó Történeti Múzeumban is kiállították festményeit.

## Fordítás
- Ez a szócikk részben vagy egészben  a   Tina Morpurgo című angol Wikipédia-szócikk ezen változatának fordításán alapul.  Az eredeti cikk szerkesztőit annak laptörténete sorolja fel. Ez a jelzés csupán a megfogalmazás eredetét és a szerzői jogokat jelzi, nem szolgál a cikkben szereplő információk forrásmegjelöléseként.